# Stieglitz
Der Stieglitz (Carduelis carduelis), auch Distelfink genannt, ist eine Vogelart aus der Familie der Finken (Fringillidae). Er besiedelt Eurasien von Westeuropa bis Zentralasien und Mittelsibirien sowie Nordafrika. In Südamerika und Australien sowie auf Neuseeland und einigen Inseln Ozeaniens wurde er eingeführt. Seine Nahrung setzt sich aus halbreifen und reifen Sämereien von Stauden, Wiesenpflanzen und Bäumen zusammen. Die Art gilt derzeit als nicht gefährdet.
Der Naturschutzbund Deutschland und der Landesbund für Vogelschutz in Bayern haben den Stieglitz zum „Vogel des Jahres 2016“ in Deutschland gewählt.

## Beschreibung

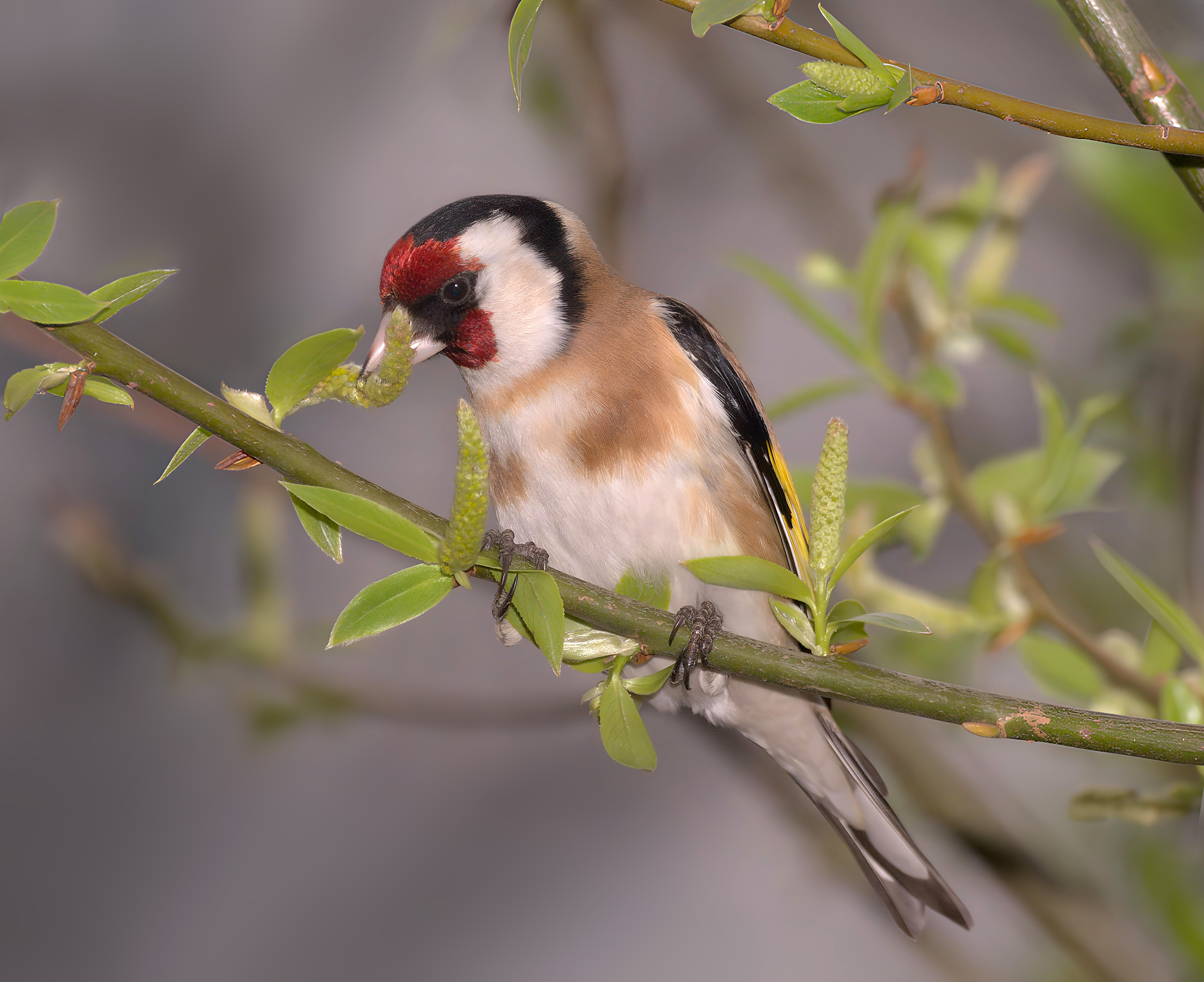
Carduelis carduelis

Der Stieglitz ist wie alle Vertreter der Gattung von schlanker Gestalt mit kurzem Hals und dünnen Füßen. Kennzeichnend sind eine kräftig schwarz-rote Gesichtsmaske, ein weißer Kopf mit weißen Halsseiten und abgesetzt ein schwarzer Nacken und Oberkopf. Die Flügel weisen eine deutlich abgesetzte, breite, leuchtend gelbe Binde auf. Sie sind bei der Nominatform überwiegend schwarz. Der Rücken ist hellbraun, der Bürzel weiß. Der am Ende schwach gegabelte Schwanz ist schwarz mit weißen Flecken im Spitzendrittel. Die Unterseite ist bräunlich an Brust und Flanken. Der elfenbeinfarbene Schnabel ist lang und spitz. In der Brutzeit ist er reinweiß, ansonsten befindet sich eine schwarze Markierung an der Spitze. Stieglitze haben eine Körperlänge von etwa 12 bis 13 Zentimetern. Die Flügelspannweite beträgt 21 bis 25 Zentimeter und das Körpergewicht liegt meist bei etwa 14 bis 19 Gramm.
Der Stieglitz weist einen schwach ausgebildeten Geschlechtsdimorphismus auf. Das Männchen hat eine größere und dunklere Gesichtsmaske, die teilweise die hintere Ecke des Auges erreicht. Das untere Bauchgefieder ist gelblich. Der Flügelspiegel ist intensiver und ausgeprägter, die kleinen Deckfedern sind schwarz. Der Schnabel des Männchens ist spitzer und um knapp neun Prozent länger als der des Weibchens. Zudem ist die Schnabelspitze gebogen. Das Weibchen hat einen etwas rundlicheren Kopf, auf dem die Gesichtsmaske nicht bis zur Hälfte des Auges reicht, so dass das Rot an der Kehle geringer ist. Das untere Bauchgefieder ist grüngelb. Die kleinen Deckfedern sind braun bis graubraun. Die Schnabelspitze ist gerade, kann aber ausnahmsweise der des Männchens gleichen. Die Jungvögel zeigen am braunen Kopf keine auffällige Kopffärbung. Die gräuliche bis gelbbraune Oberseite ist gestreift und gefleckt. Die Flügel sind schwarzgelb und der Schwanz schwarz. Der Nestling ist mit langen dunkelgrauen Daunen versehen. Der Rachen ist karminrot, der Gaumen ist purpurn und die Randwülste sind weiß. Jung- und Altvögel mausern zwischen Juli und August.
Der Stieglitz hüpft am Boden ungeschickt, kann jedoch geschickt in Bäumen, Büschen oder auf anderen Pflanzen klettern. Der Flug ist wellenförmig und recht stabil; das Gelb im Flügel fällt besonders auf.

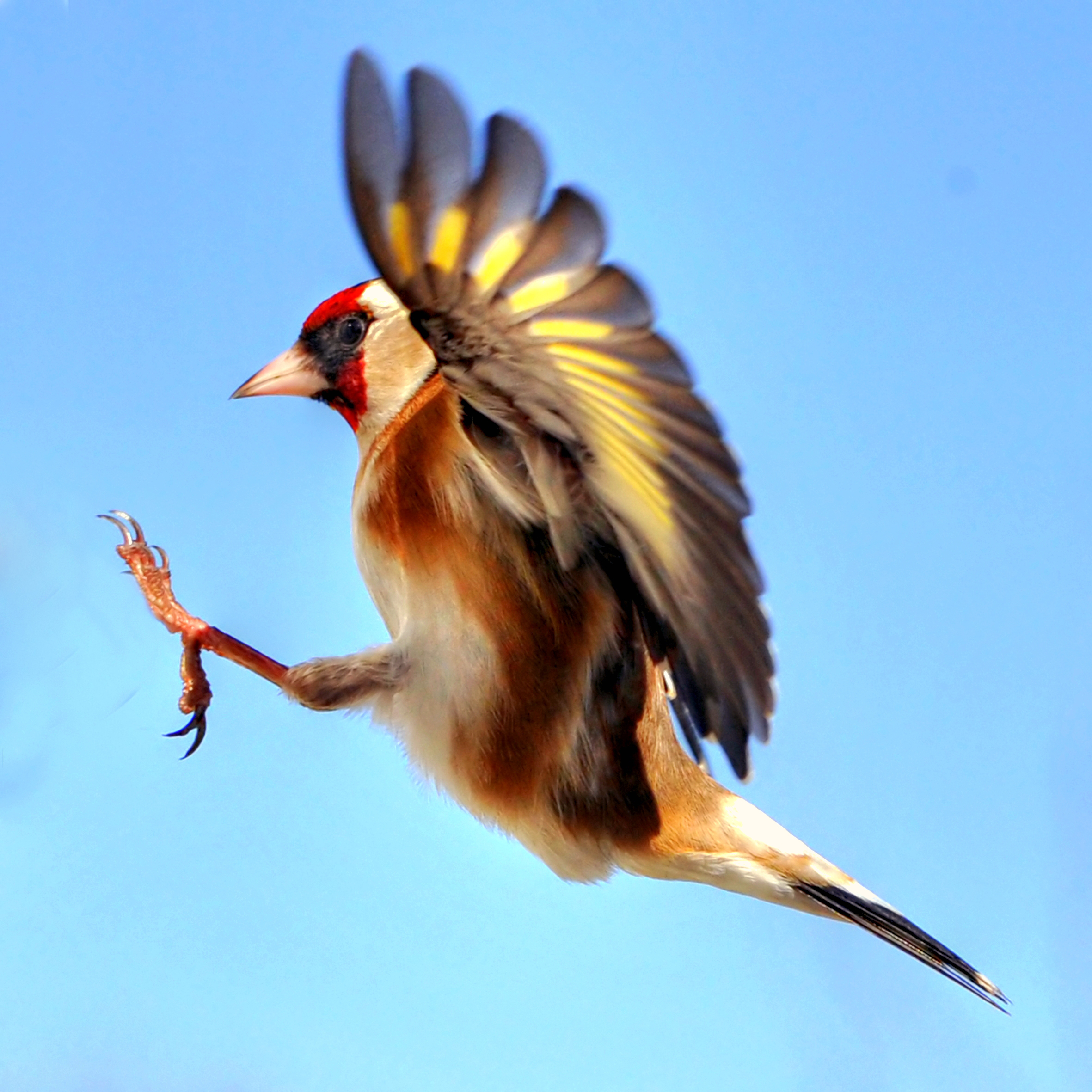
Stieglitz im Flug (kurz vor der Landung).

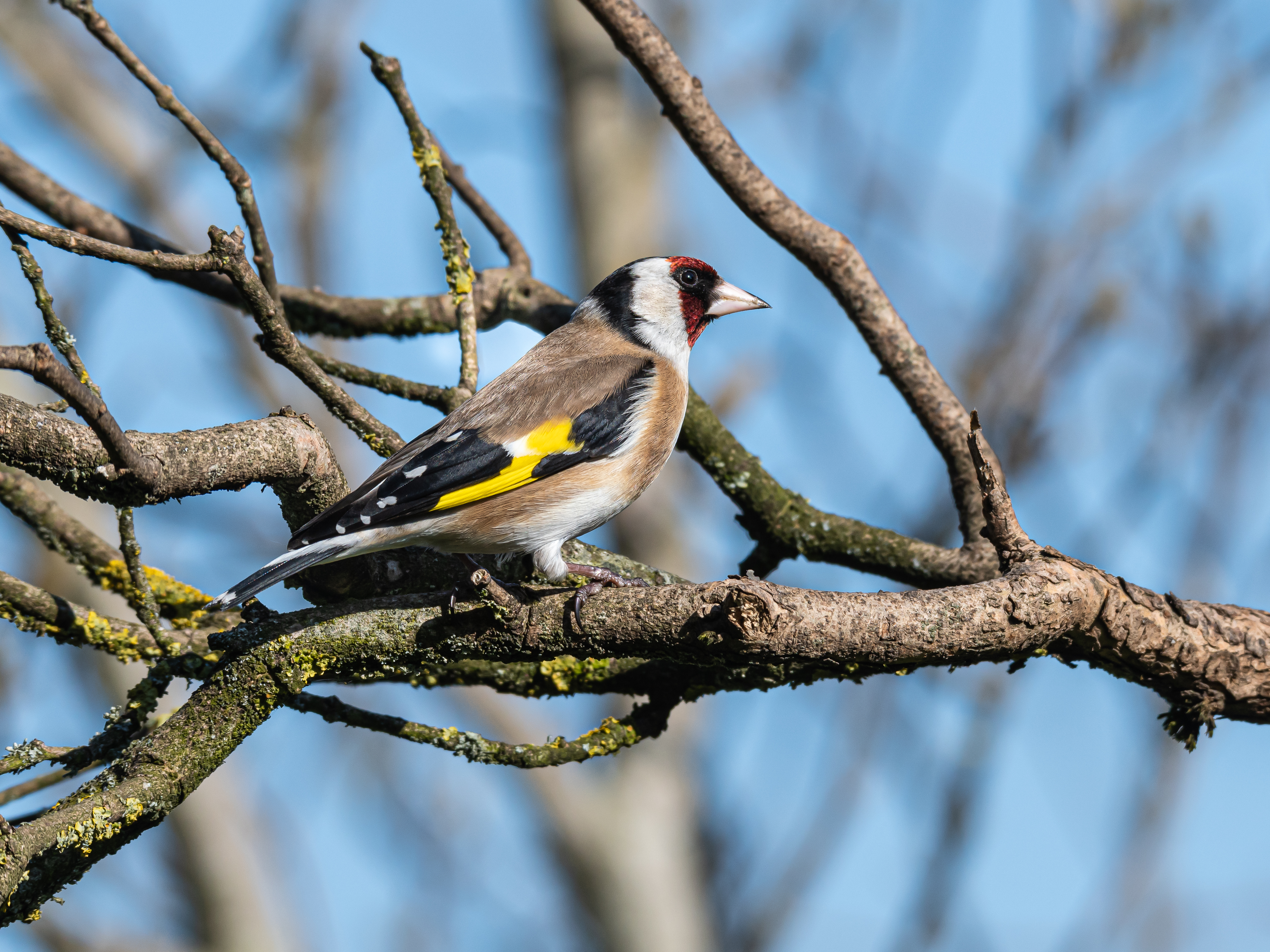

## Stimme und Gesang
Der Stimmfühlungsruf äußert sich mit aus mehreren Elementen bestehenden Gebilden wie „dudidelet“ oder „didudit“. Bei Erregung geben Stieglitze ein scharfes „zidi“ von sich. Der Aggressionsruf besteht aus einem harten, schnarrenden „tschrr“. Die Rufe sind auch während des Fluges zu hören. Flügge Jungvögel betteln mit „di-wet-wet di-wet-wet“.
Der Gesang des Stieglitzes ist eine sehr hastig vorgetragene Strophe, die unter pendelnden Bewegungen vorgetragen wird. Er wird oft mit einer schnellen zwitschernden Folge der „Stieglitz“-Rufe eingeleitet, der mehrere Triller und Schnörkel folgen. Dazwischen werden auch nasale Elemente verwendet. Den Schluss bildet ein Knätschteil, der dem „dsäi“ des Erlenzeisigs ähnelt. Der Gesang ist für die Markierung des Nestbereichs von Bedeutung, außerhalb der Brutzeit stärkt er den Zusammenhalt in einer Gruppe mit mehreren Männchen. Mit Ausnahme der Mauserzeit lässt der Stieglitz den Gesang das ganze Jahr über hören. Er wird meist von einer hohen Singwarte vorgetragen, selten im wenig ausgeprägten Singflug. Der Gesang wird bereits in frühster Jugend durch den Vorgesang des Männchens geprägt.
Die Unterarten des Stieglitzes weisen ein unverändertes generelles Gesangsprogramm auf. Das heißt, die Festlegung auf eine arttypische, den Einzellauten übergeordnete, rhythmische Gliederung des Gesangs ist bei allen gleich und in Strophen gegliedert. Im Vergleich dazu fehlt diese Strophenbildung übereinstimmend bei den drei Grünfinkenarten Grünfink (Chloris chloris), Himalayagrünfink (Chloris spinoides) und Chinagrünfink (Chloris sinica).
Die Weibchen singen auch, jedoch nicht so laut und anhaltend wie die Männchen.

## Verbreitung und Lebensraum

Verbreitung des Stieglitzes:
Brutgebiete
Ganzjähriges Vorkommen
Überwinterungsgebiete
Einführungsgebiete
Population wahrscheinlich erloschen & Eingeführt

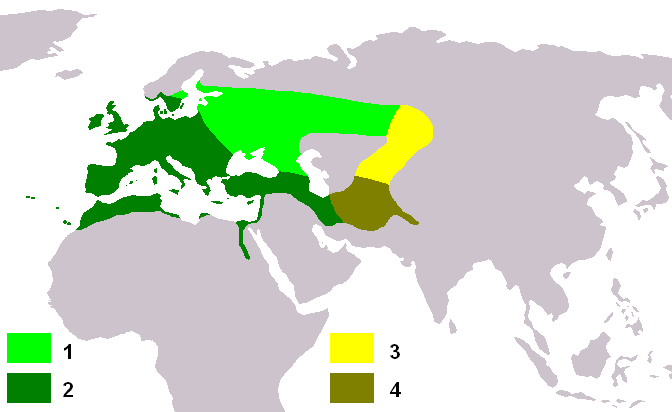
Verbreitungsgebiet des Stieglitzes, ohne Einbürgerungen:
Carduelis carduelis carduelis: 1: mehrheitlich Teilzieher 2: Jahresvogel, Überwinterungsgebiete
Carduelis carduelis caniceps: 3: mehrheitlich Teilzieher 4: Jahresvogel, Überwinterungsgebiete

Der Stieglitz besiedelt Westeuropa bis Mittelsibirien, Nordafrika sowie West- und Zentralasien. Er fehlt in Island und dem mittleren und nördlichen Fennoskandinavien. In Südamerika und Australien sowie auf Neuseeland und einigen Inseln Ozeaniens wurde er vom Menschen eingeführt. Der Stieglitz ist ein Teilzieher, der in Westeuropa überwintert. In westlicheren, milderen Regionen seines Verbreitungsgebietes ist er ein Standvogel, während er in Regionen mit strengeren Wintern auch in wärmere Gegenden migriert.
Der Stieglitz lebt in offenen, baumreichen Landschaften von den Niederungen bis etwa 1300 m, in den letzten Jahren zunehmend auch in höheren Lagen bis 1600 m. Seine bevorzugten Lebensräume stellen Hochstamm-Obstgärten mit einer extensiven Unternutzung und große Wildkraut- und Ruderalflächen mit verschiedenen Sträuchern dar.
Er ist an Waldrändern, in Streuobstwiesen, in Feldgehölzen, in Heckenlandschaften und an Flussufern zu finden. Wenn in der Nähe Ruderalstandorte vorhanden sind, sucht er auch Kiesgruben, alte Gärten, Friedhöfe, Weinberge, Alleen und Parks auf. Wichtige Habitatelemente stellen einzeln stehende Bäume und Samen tragende Pflanzen dar. In der Kulturlandschaft sind Brachen, Saumpfade, Hochstamm-Obstgärten, Ruderalflächen und im Siedlungsraum Naturgärten von besonderer Bedeutung. Wenn der Stieglitz in der Ebene kein geeignetes Brutgebiet finden kann, sucht er zudem hochgelegene, lockere Birken- und Pinienhaine auf. Im Herbst und Winter ist er vor allem in offenen Landschaften mit stehengebliebenen Stauden, wie Straßenrändern oder Schuttplätzen, zu finden.

## Nahrung und Nahrungserwerb

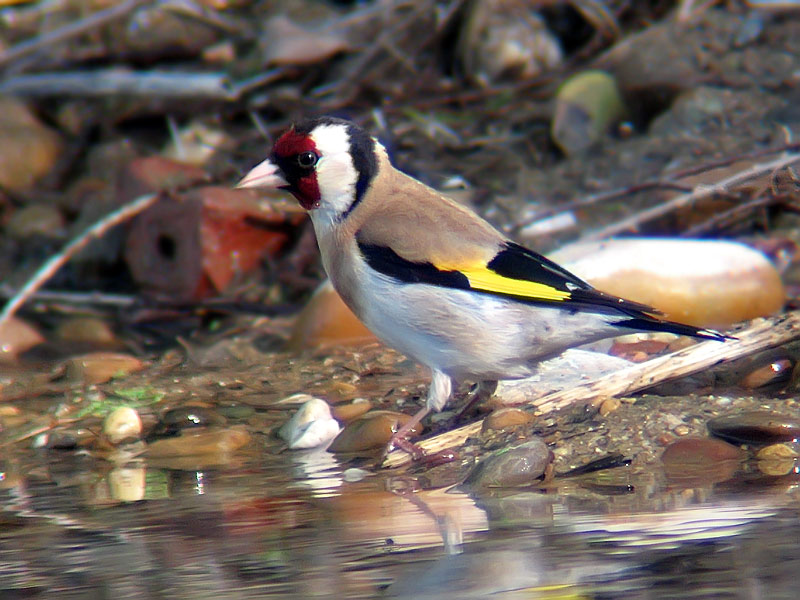
Carduelis carduelis parva

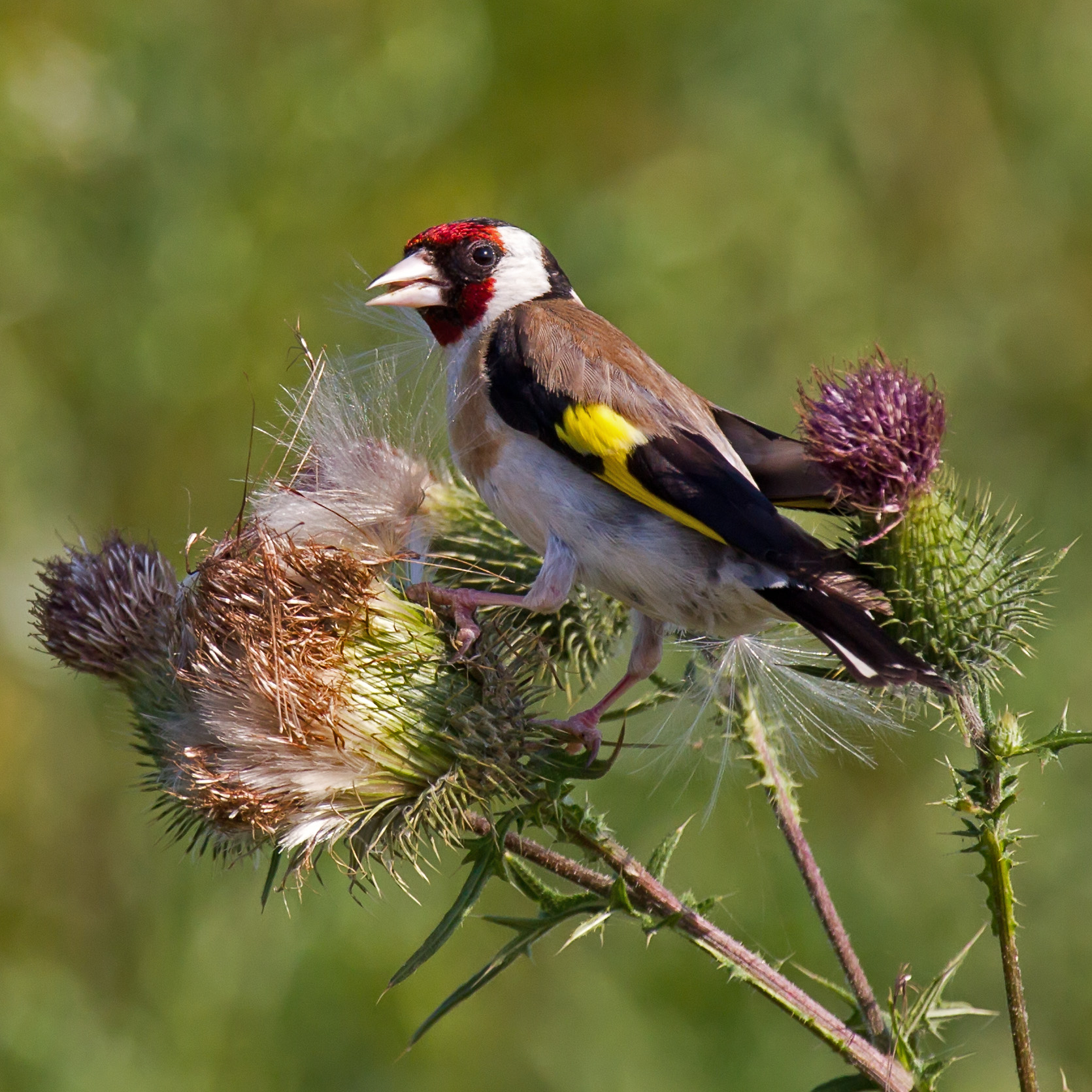
Samenfressender Stieglitz

Der Stieglitz ernährt sich von halbreifen und reifen Sämereien von Stauden, Wiesenpflanzen und Bäumen. Unter den ihm nachgewiesenen 152 Wildkräutern bevorzugt er Ackerdistel, Gänsedistel, Kratzdistel und Karden, aber auch Hirtentäschelkraut, Ampfer, Wegerich, Mädesüß, Vogelmiere, Sonnenblume, Beifuß, Kornblume, Knöterich sowie Kieferzapfen und Birkensamen. Während der Brutzeit frisst er auch kleine Insekten, insbesondere Blattläuse.
Der Stieglitz ist durch sieben verschiedene Bewegungsweisen besonders an das Samenfressen angepasst: Er pickt Nahrung vom Boden auf oder beugt sich dafür auf einem Ast sitzend weit vor. Zudem kann er kopfunter hängend picken oder seitlich hängend mit dem Kopf nach unten. Dünne Pflanzenstängel werden hingegen von unten angeflogen, damit der Stieglitz unter seitlicher Körperhaltung langsam Schritt für Schritt nach oben klettern kann. Dabei biegt sich der Stängel unter dem Gewicht des Körpers so weit herab, dass er waagrecht steht oder sich zum Boden neigt. So kann der Vogel leicht zu den Samen gelangen. Sehr dünne Stängel werden zu mehreren umklammert, um den Körper tragen zu können. Der Stieglitz klettert an kräftigen Stängeln hoch und sitzt darauf. Zudem kann er auch mit den Rücken nach unten an einer Nahrungsquelle hängen. Bei allen komplizierten Bewegungen und beim Vorbereiten der Samen für den Verzehr ist die Zusammenarbeit von Schnabel und Fuß unabdingbar.
Weiche, unreife Samen werden mit dem Schnabel zerquetscht und sogleich gefressen. Reife Samen befreit der Stieglitz zuerst von den Hüllspelzen. Aus offenen Fruchtständen werden die Samen herausgepickt, etwas tiefer liegende Körner jedoch zuerst gepackt und dann herausgezupft. Bei fester sitzenden Samen erweitert der Stieglitz durch Hin- und Herbewegungen des Schnabels zunächst das Samenbett. Ganz umhüllte, versteckte Samen werden aufgemeißelt. Diese Technik müssen die Jungen erst von den Altvögeln lernen. Der Stieglitz sucht eine Pflanze mit vielen Samen meist sorgfältig ab. Wenn er gestört wird, kommt er oft darauf zurück. Einige Samen bleiben jedoch meistens zurück.

## Brutbiologie
Der Stieglitz erreicht die Geschlechtsreife zum Ausgang des ersten Lebensjahres. Er führt eine monogame Brutehe. Die Brutzeit liegt zwischen Ende März/Anfang April und Juli. Es finden vielfach zwei Jahresbruten statt, der Legebeginn der ersten Brut liegt im Mai.

### Balz und Paarung
Je nach Witterung fängt das Männchen im Februar oder März an, seinen Gesang zu üben und zu verbessern. Nachdem es sich mehrere Wochen eingesungen hat, leitet meist das Weibchen die Balz ein. Dabei nähert es sich mit Körperpendeln und Schnabelsenken dem Männchen. Durch Sträuben und Aufplustern versucht es, die gelben Flügelbinden zu verdecken. Im Gegensatz dazu legt das Männchen sein Gefieder an, um mit leicht gelüfteten Flügeln die gelben Flügelbinden zu zeigen. Diese vergrößert es zusätzlich durch ein leichtes Spreizen der Flügel.
Zur Balz steht das Männchen mit gestelzten Beinen, ruckt mit hängenden Flügeln und gespreiztem Schwanz. Dabei lässt es seinen Gesang hören und pendelt mit dem Körper von einer Seite zur anderen. Zudem füttert es das Weibchen. Dieses duckt leicht in den Fersengelenken, vibriert mit den Flügeln und klappt den Schwanz hoch, um seine Bereitschaft zu zeigen. Darauf folgt die Kopulation, die mehrmals am Tag stattfindet, bis das Gelege vollständig ist. Während der Balz geht die Dominanz vom Männchen auf das Weibchen über.

### Nestbau und Brut

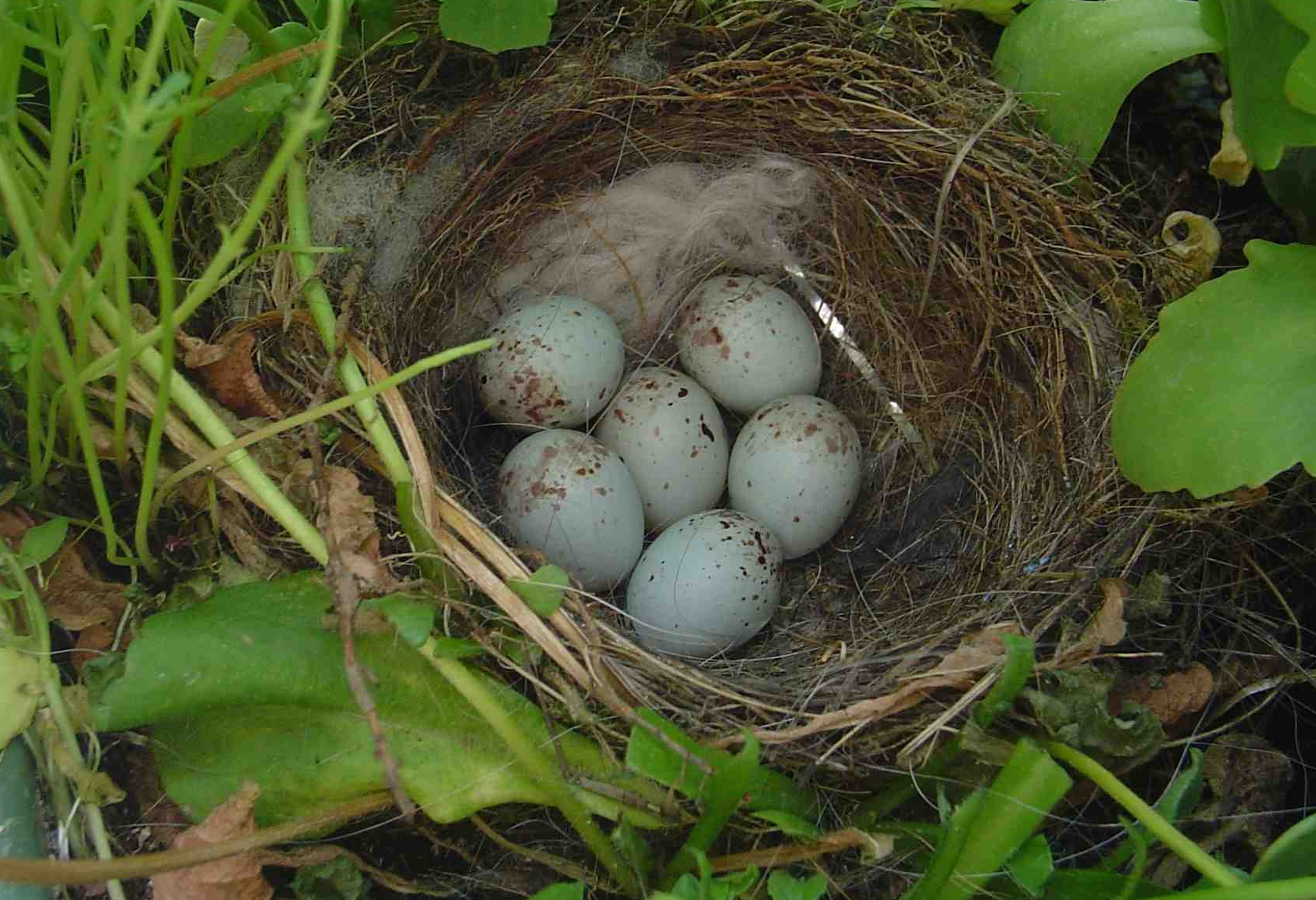
Gelege mit sechs Eiern

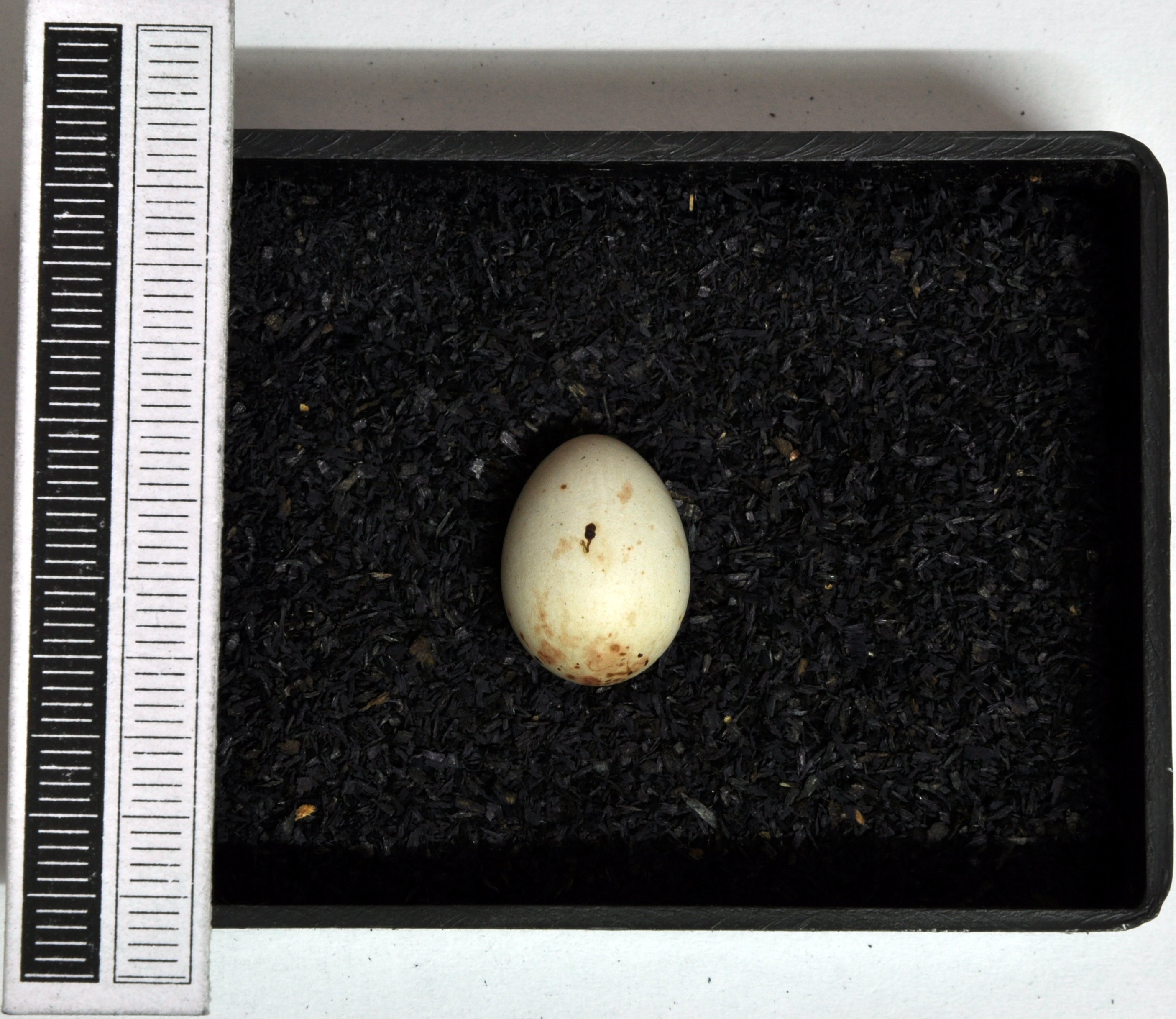
Einzelei (ausgeblasen), Museum Wiesbaden

Nachdem das Weibchen in Begleitung des Männchens mögliche Nistplätze geprüft hat, beginnt es den Nestbau. Dabei bevorzugt der Stieglitz hoch gelegene Orte, die Deckung in Verbindung mit einem guten Ausblick bieten. Oft wählt er einen Nistplatz hoch in den Baumkronen oder in hohen Sträuchern. Häufig befindet sich der Nistplatz in der Nähe von Astgabeln, oft auf Astenden. Das kleine napfförmige Nest wird vom Weibchen sorgfältig aus feinen Stängeln, Halmen, kleinen Wurzeln, grünem Moos, Flechten und Pflanzenfasern gebaut. Die dickwandige Nestmulde wird mit feinen Wurzeln, Halmen, Fasern sowie Federn und Wolle gepolstert. Der Nestbau beginnt in der Regel Mitte April und dauert etwa vier bis sechs Tage. Während der Brutzeit bewacht das Männchen das Weibchen und den Brutbaum oder -busch gegen Artgenossen.
Die Eiablage findet täglich in den frühen Morgenstunden statt, beim Legen des ersten Eies ist das Nest meist noch nicht ganz fertig. Ein Gelege besteht normalerweise aus fünf Eiern, seltener aus vier oder sechs. Die Eier sind auf weißlichem Grund mit feinen rostbraunen, braunschwarzen und roten Schnörkeln und Flecken zum stumpfen Pol hin versehen. Gelegentlich sind auch ganz weiße Eier dabei. Nachdem das dritte Ei gelegt ist, beginnt das Weibchen allein mit der Brut. Während der Brutdauer von 12 bis 14 Tagen wird es vom Männchen mit Nahrung versorgt. Es verlässt das Nest nur, um Kot abzusetzen.

### Entwicklung der Jungvögel

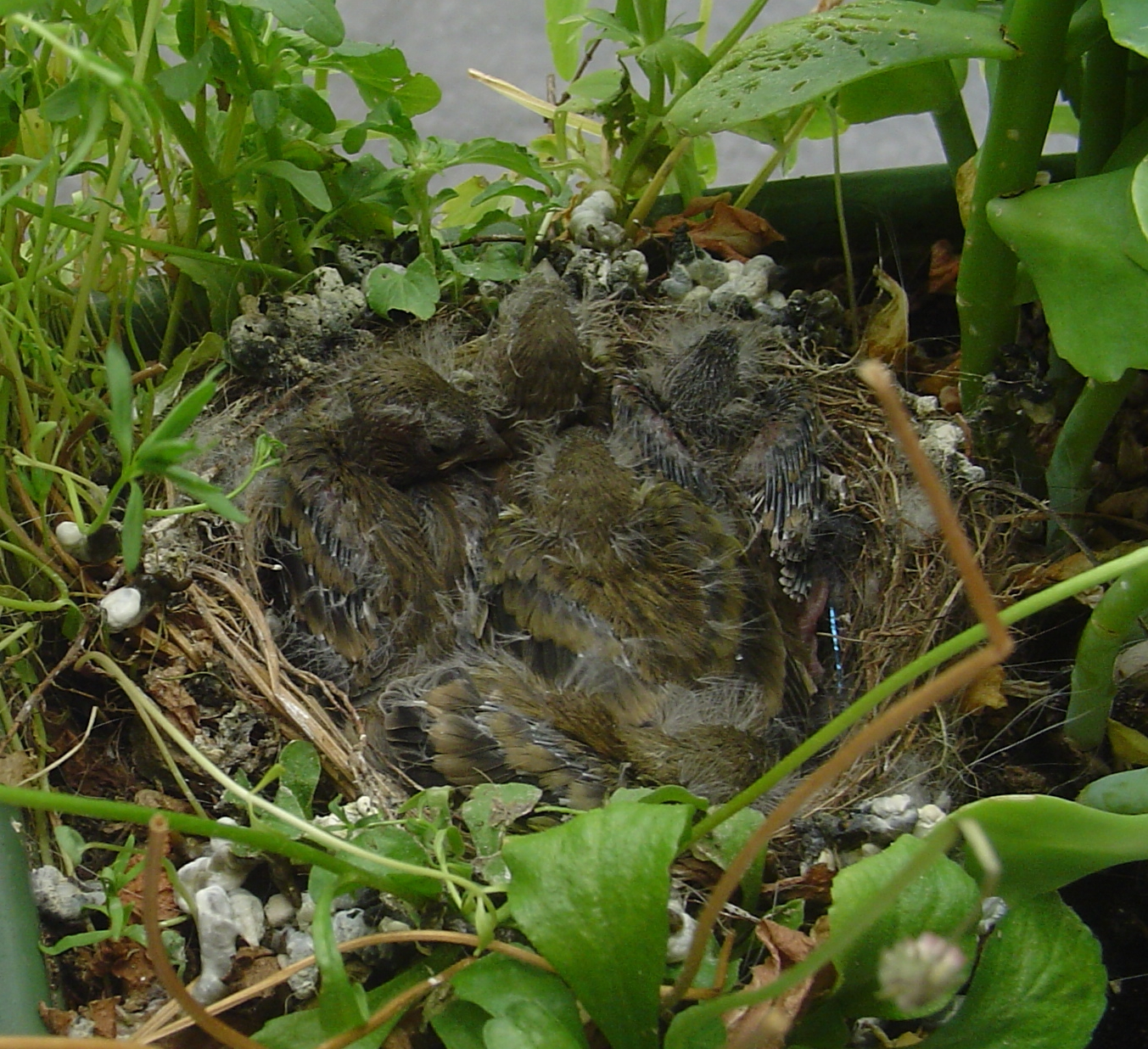
Fünf Nestlinge

Die Jungvögel werden blind und nackt geboren. Zuerst schlüpfen meist drei Junge, während die restlichen zwei Jungen am nächsten Tag das Ei verlassen. In den ersten Tagen liegen die Nestlinge mit den Köpfen aneinander, um sich zu wärmen. Die Altvögel fressen die Eischalen zum Teil, den Rest entfernen sie aus dem Nest. In den ersten sechs Tagen hudert und füttert das Weibchen die Jungvögel aus dem Kropf mit dem, was es regelmäßig vom Männchen erhält. Am ersten Tag geben die Jungen keinen Kot ab, vom zweiten bis zum sechsten Tag wird der Kot vom Weibchen verschluckt, vom siebten bis zwölften Tag wird er bis auf einzelne Überreste weggetragen und schließlich von den Jungen auf den Nestrand abgelegt. In der Zeit vom fünften bis zum siebten Tag öffnen die Jungvögel die Augen und betteln gezielt die Altvögel an. Sie werden nun vor allem mit Distelsamen und anderen Sämereien gefüttert. Ab dem 12. oder 14. Tag können die Nestlinge bei Gefahr das Nest verlassen. Manchmal sind sie schon am achten Tag dazu imstande.

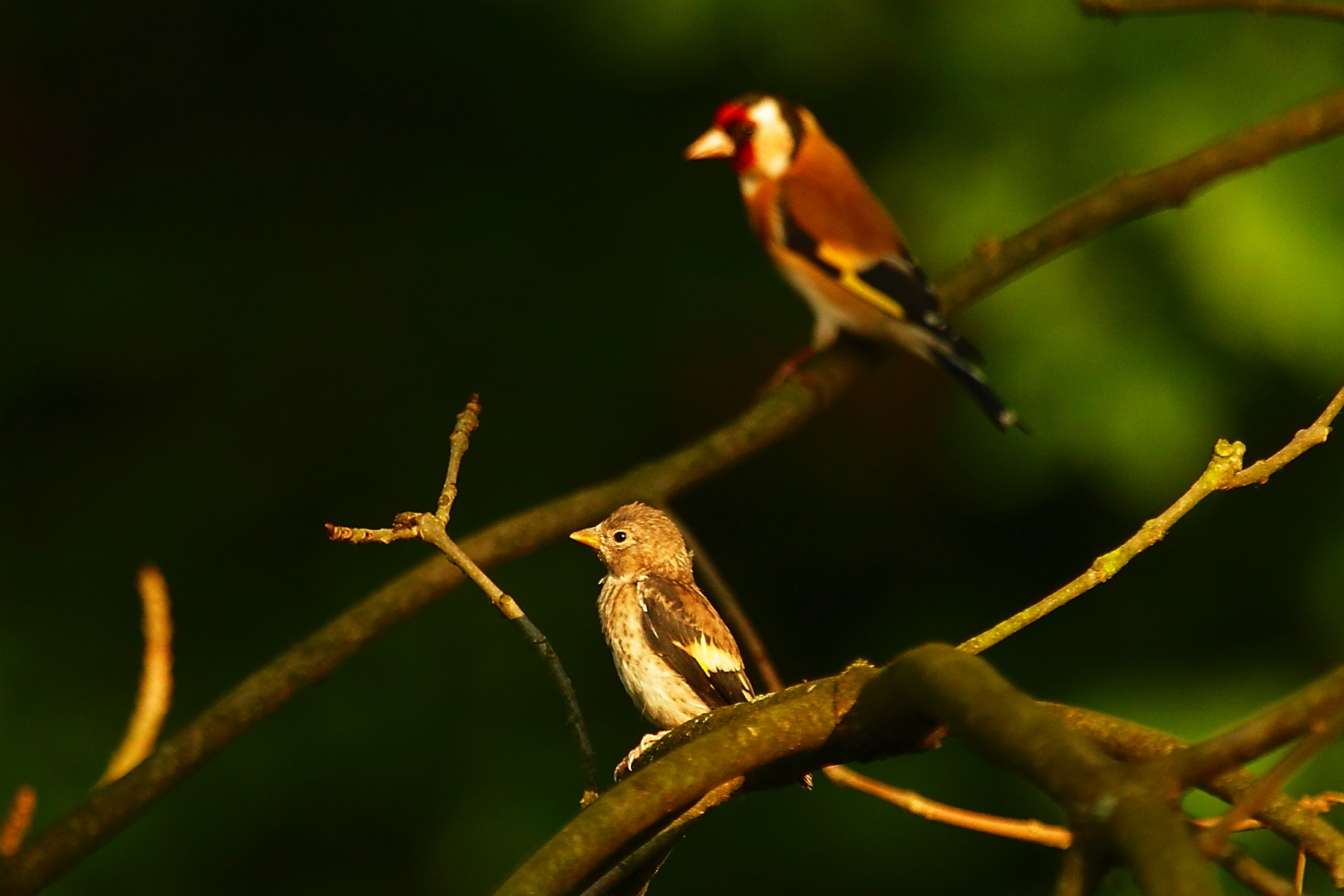
Adulter Stieglitz mit Jungvogel

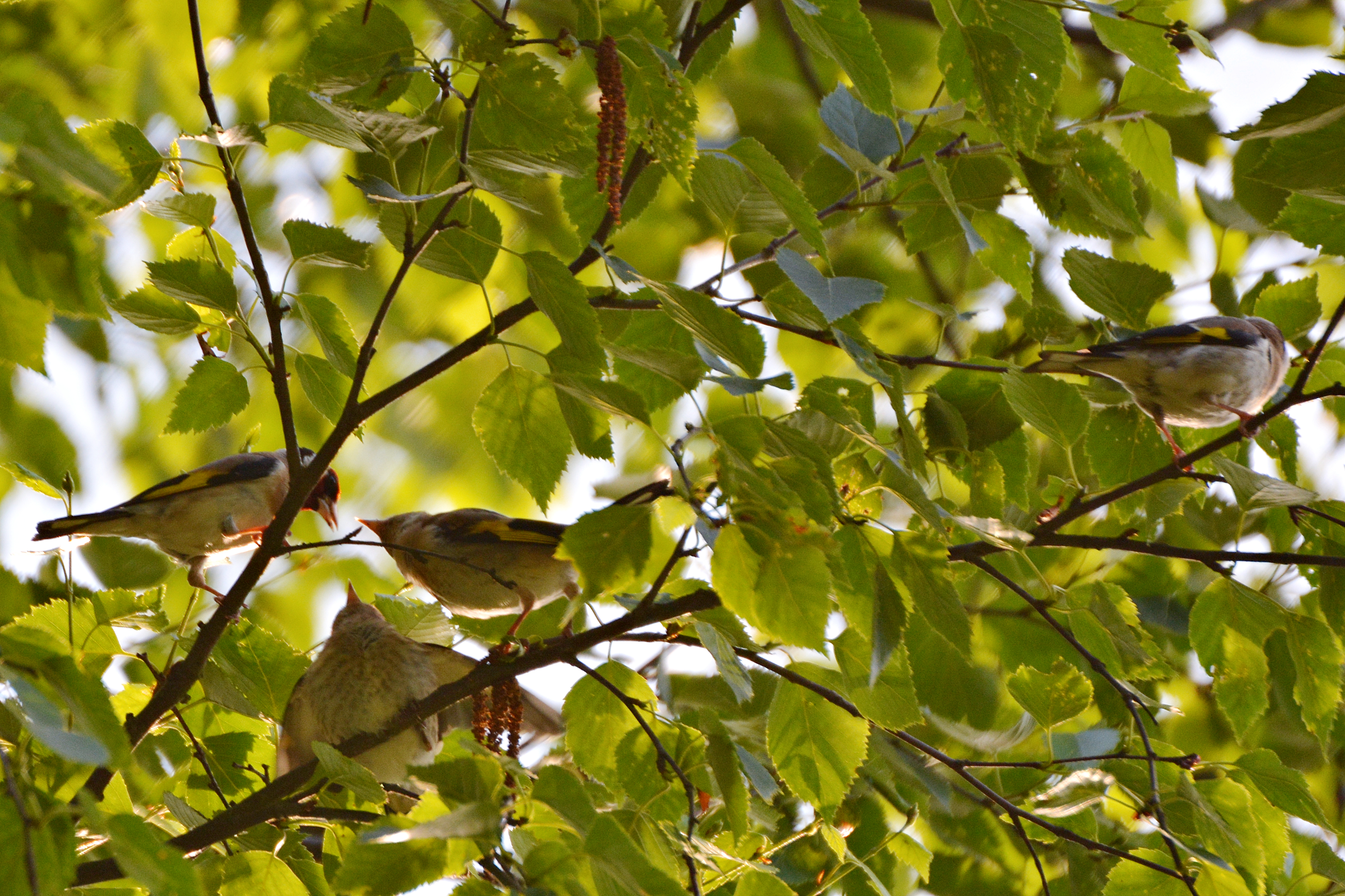
Zwei Jungvögel werden gefüttert.

Nach dem Ausfliegen sitzen die Jungen im Geäst und lassen regelmäßig ihren Standortlaut hören, damit die Altvögel sie mit Futter versorgen. Währenddessen beginnt das Weibchen ein neues Nest zu bauen, damit die zweite Brut begonnen werden kann. Ab dem 21. bis 25. Tag nehmen die Jungvögel eigenständig Nahrung auf, mit 28 bis 30 Tagen sind sie selbstständig. Gefahr droht ihnen von Katzen, Greifvögeln und Mardern.
Freilebende Vögel werden maximal acht bis neun Jahre alt. In Gefangenschaft sind bis zu 17 Jahre möglich.

## Verhalten

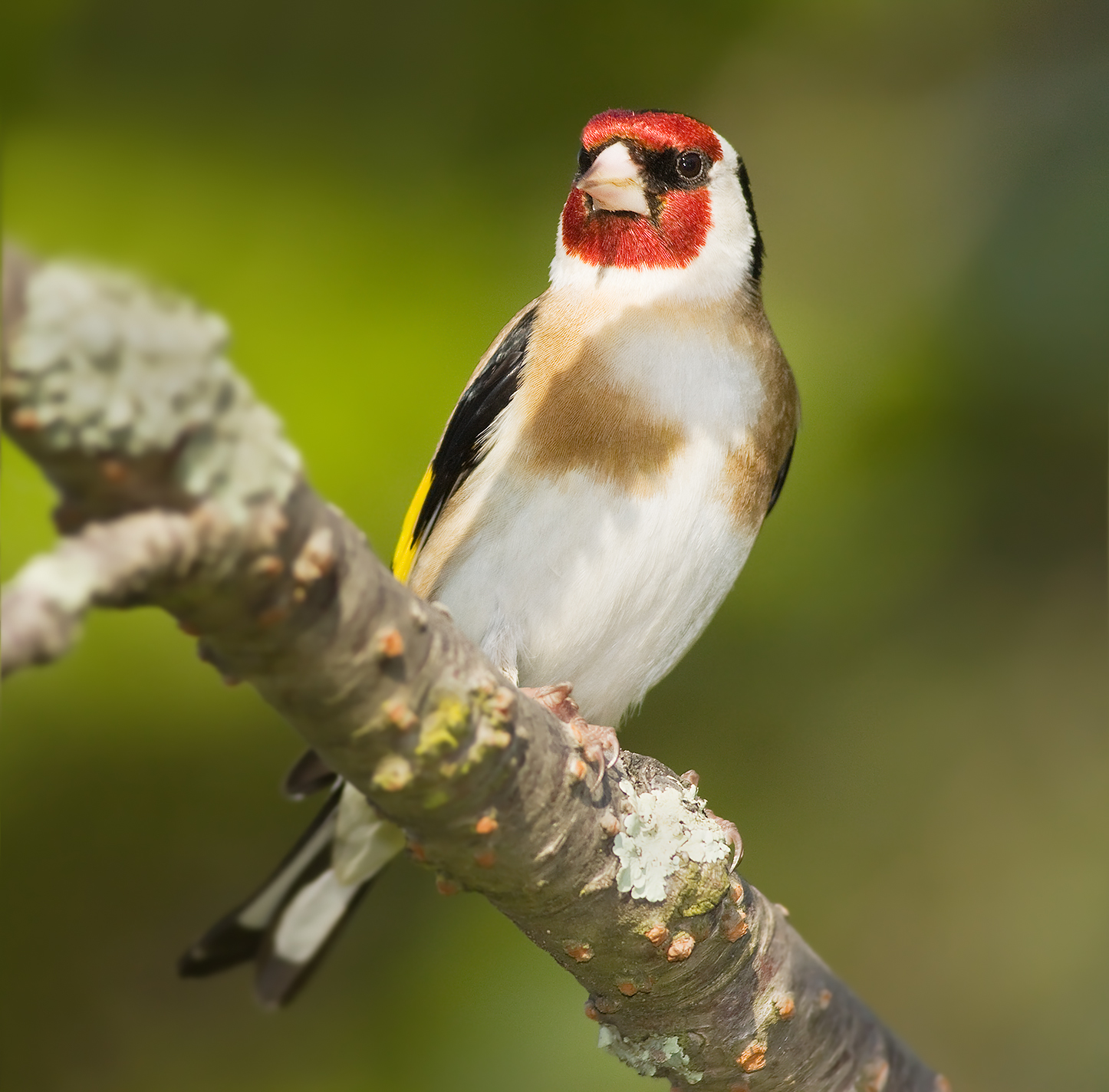

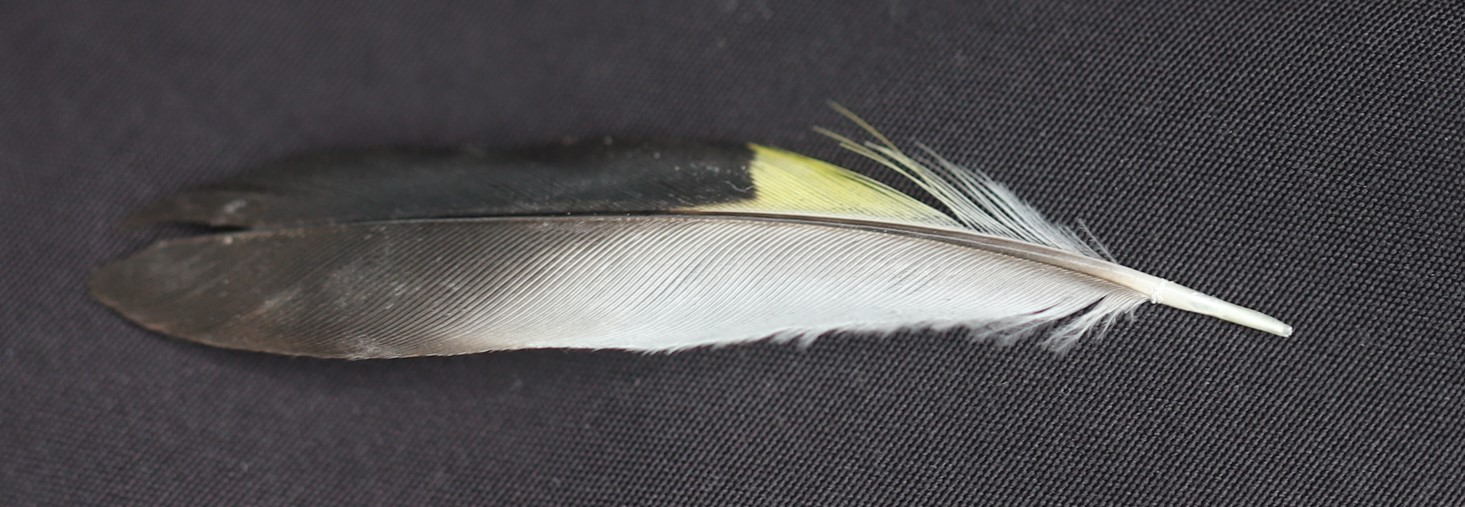
Vogelfeder von den Schwingen

Stieglitze sind tagaktiv. Sie verlassen ihren Schlafast mit Tagesbeginn, mit Sonnenuntergang suchen sie ihn wieder auf. In den frühen Morgenstunden ist die Nahrungssuche am intensivsten. Die Aktivitätsphase wird häufig durch Ruhe- und Putzphasen unterbrochen. Der Stieglitz sucht paarweise oder in der Gruppe die weitere Umgebung nach Nahrung und Futter ab, da geeignete Sämereien räumlich und zeitlich ungleichmäßig verteilt sind. Häufig geht er zum Trinken und Baden an Wasserstellen.
Das ganze Jahr über verhält sich der Stieglitz wenig territorial. So verteidigt er zwar den Nestbereich, jedoch kein Revier. Brutgruppen von drei bis fünf Paaren kommen häufig vor. Außerhalb der Brutzeit lebt er in kleinen Gruppen, aber auch in Schlafgemeinschaften mit bis zu 40 Exemplaren, die im Winter mit Schwärmen von Bluthänfling, Girlitz und Grünfink vermischt sein können.
Lediglich bei der Unterschreitung der Individualdistanz kommt es zu Auseinandersetzungen. Dabei reicht jedoch meist das Drohen mit offenem Schnabel und gesträubtem Kopfgefieder aus. Streitigkeiten werden unter „Tschrr“-Rufen durch Kämpfe mit Schnabelhieben und Fußtritten ausgetragen.

## Systematik

### Externe Systematik
Aufgrund der ähnlichen Gefiederfärbung wurde früher eine nahe Verwandtschaft des Stieglitzes zu den Grünfinken angenommen. Durch mehrjährige Gefangenschaftsbeobachtungen an asiatischen und europäischen Stieglitzunterarten und an den drei Chloris-Arten Grünfink (Chloris chloris), Himalayagrünfink (Chloris spinoides) und Chinagrünfink (Chloris sinica) wurde daher überprüft, ob der Chinagrünfink systematisch ein Bindeglied zwischen dem Grünfinken und dem Stieglitz (Carduelis carduelis) darstellt. Dabei wurde festgestellt, dass der Stieglitz in keinem Verhaltensmerkmal nähere Beziehungen zum Chinagrünling zeigt. Zudem wurde gezeigt, dass sich bei den asiatischen, grauköpfigen Stieglitzunterarten und beim Chinagrünling die übereinstimmenden Merkmale in der Flügelzeichnung und Gefiederfarbe parallel zueinander entwickelten. Somit bilden die verschiedenen Unterarten des Stieglitzes und die drei untersuchten Grünfinkenarten zwei in sich geschlossene, ohne Übergangsformen voneinander getrennte Gruppen der Carduelis-Gattung.
Durch DNA-Untersuchungen des mitochondrialen Cytochrom b wurde festgestellt, dass die Gattung Loxia nahe mit der Gattung Carduelis verwandt ist. Weiterhin ist der Stieglitz (Carduelis carduelis) am nächsten mit der vormals Zitronengirlitz (Serinus citrinella) genannten Art verwandt. Um Paraphylie zu vermeiden, wird dieser als Zitronenzeisig (Carduelis citrinella) in derselben Gattung eingeordnet. Weiterhin ist der Stieglitz nahe mit dem Malaienzeisig (Chrysocorythus estherae), den Girlitzen und den Zeisigen verwandt.

### Interne Systematik
Nach ITIS gibt es zwei Unterarten:
- Carduelis c. carduelis (Linnaeus, 1758) ist die Nominatform.
- Carduelis c. britannica (Hartert, 1903)

Andere Quellen nehmen hingegen eine größere Anzahl von Unterarten an. So werden von einer Quelle vierzehn Unterarten anerkannt:
- Der Gartenstieglitz (Carduelis c. carduelis (Linnaeus, 1758)) ist die Nominatform. Sie besiedelt Nord-, Mittel- und Osteuropa.
- Carduelis c. parva Tschusi, 1901 ist dunkler als die Nominatform gefärbt und stellt die kleinste Unterart dar. Sie lebt in Südwesteuropa und Nordwestafrika.
- Carduelis c. tschusii Arrigoni degli Oddi, 1902 hat eine stärker graubraune Oberseite als die Nominatform und hat zudem eine bräunlicher gefärbte Unterseite als diese. Sie besiedelt Korsika, Sardinien und Sizilien.
- Carduelis c. britannica (Hartert, 1903) hat einen dunkleren und weniger rotbraunen Mantel. Brust und Flanken sind brauner, die weißen und roten Kopffarben sind weniger reinweiß und weniger kräftig gefärbt. Sie lebt in Großbritannien und in Irland.
- Der Alpenstieglitz (Carduelis c. balcanica Sachtleben, 1919) ist blasser gefärbt als C. c. tschusii. Die Oberseite ist grauer, aber ähnlich, jedoch nicht so dunkel. Er besiedelt die Balkanhalbinsel und Kreta.
- Carduelis c. loudoni Zarudny, 1906 ist an der Oberseite und an den Brustseiten dunkel erdbraun. Sie lebt im Nordiran und Transkaukasien. Sie umfasst auch die früher eigenständige Unterart Carduelis c. brevirostris.
- Carduelis c. brevirostris Zarudny, 1889 hat einen bräunlicheren und weniger grauen Mantel. Sie trägt einen weißen Nackenfleck. Sie besiedelt die Krim und den Kaukasus.
- Carduelis c. colchica Koudashev, 1915
- Carduelis c. volgensis Buturlin, 1906
- Carduelis c. frigoris Wolters, 1953 umfasst auch die früher eigenständige Unterart Carduelis c. major.
- Der Waldstieglitz (Carduelis c. major Taczanowski, 1880) hat den längsten Schnabel und ist die größte Unterart. Der weiße Bürzel ist weit ausgedehnt. Er lebt in Sibirien.

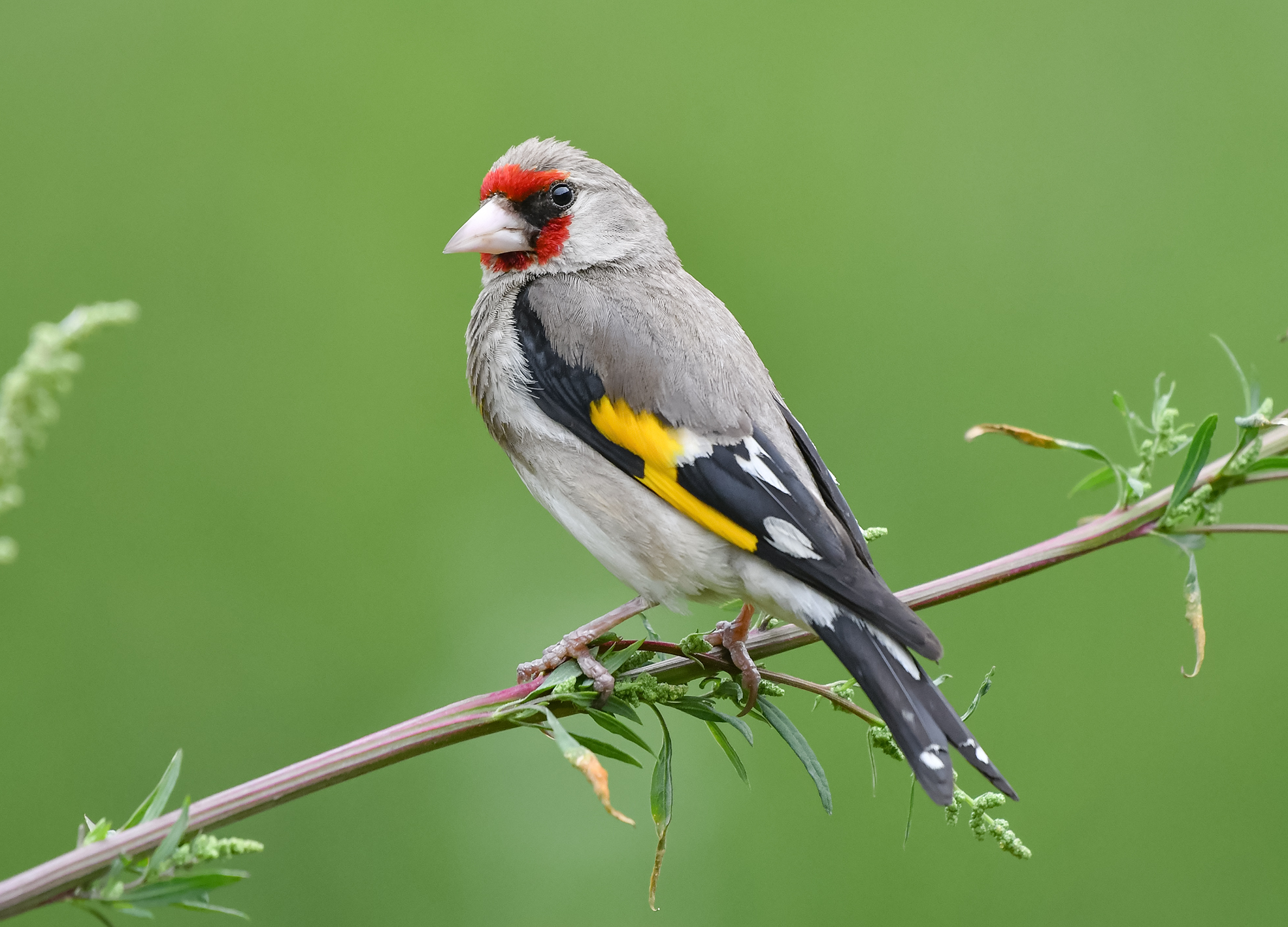
Graukopfstieglitz (Carduelis c. caniceps)

- Der Graukopfstieglitz (Carduelis c. caniceps Vigors, 1831) hat eine nur rote Gesichtsmaske, der die weißen und schwarzen Zeichnungen fehlen. Das Verbreitungsgebiet ist Iran bis zur Mongolei, wo er vor allem in Höhenlagen vorkommt.[9]
- Carduelis c. niediecki Reichenow, 1907 ist blasser als C. c. tschusii, ähnelt ihr aber. Sie lebt auf Ägäischen Inseln, Zypern, West- und Zentralanatolien. Sie ist wahrscheinlich auch im Nordwestiran und südwärts im Gebiet bis Israel verbreitet.
- Carduelis c. paropanisi Kollibay, 1910 besiedelt Zentralasien.
- Carduelis c. subulata (Gloger, 1833) lebt in Turkestan.
- Carduelis c. ultima Koelz, 1949 besiedelt den Iran.

Eine andere Quelle geht von zwölf Unterarten und zwei Arten aus:
- Gartenstieglitz (Carduelis carduelis): Kennzeichnend sind der schwarze Nacken und der braune Rücken. Das Verbreitungsgebiet reicht von Europa ostwärts bis nach Westsibirien. Nach Osten verläuft ein Trend der zunehmenden Größe und der abnehmenden Farbe.
  - Der Gartenstieglitz (Carduelis c. carduelis) ist die Nominatform.
  - Carduelis c. parva
  - Carduelis c. tschusii
  - Carduelis c. britannica
  - Alpenstieglitz (Carduelis c. balcanica)
  - Waldstieglitz (Carduelis c. major)
  - Carduelis c. niediecki
  - Carduelis c. brevirostris
  - Carduelis c. loudoni

- Graukopfstieglitz (Carduelis caniceps) (Vigors, 1831): Kennzeichnend sind der graubraune Hinterkopf und Rücken. Die Flanken und die Brust sind graubraun. Der Schnabel ist länger und schlanker, die rote Maske ist kleiner und reicht nicht so weit bis zur Stirn. Kehle, Bauchmitte und Bürzel sind weiß. Die Enden der Handschwingen sind dunkel. Beim Jungvogel fehlt die rote Gesichtsmaske. Das Gefieder ist einheitlich graubraun mit dunklen Stricheln. Das Hauptverbreitungsgebiet liegt in Mittelasien. Die Unterarten unterscheiden sich hauptsächlich durch die Größe.
  - Der Graukopfstieglitz (Carduelis c. caniceps) ist die Nominatform und die kleinste Unterart. Das Gefieder ist ober- und unterseits deutlich dunkler und hat weniger Weiß an den Kopfseiten als an der Unterseite. Er besiedelt den Norden von Pakistan bis Nepal sowie den Himalaya.
  - Carduelis c. subulata ist die hellste und die größte Unterart. Sie lebt in Sibirien vom Fluss Jenissei bis zum Altaigebirge.
  - Carduelis c. paropanisi ist etwas kleiner und dunkler als C. c. subulata. Sie besiedelt den Iran und Afghanistan.

Im Süden Westsibiriens, im Nordostiran und im Südwestiran deutet lokal die Gefiederfärbung eine Vermischung beider Gruppen an, so dass der Artstatus des Graukopfstieglitzes (Carduelis c. caniceps) trotz seines markanten Aussehens nach wie vor nicht anerkannt und diskutiert wird.

## Bestand und Bestandsentwicklung
Das weltweite Verbreitungsgebiet des Stieglitzes wird auf 15.800.000 km² geschätzt. Der große weltweite Bestand schwankt recht stark, ohne einen eindeutigen Trend zu zeigen. Der IUCN zufolge umfasst er etwa 75.000.000 bis 350.000.000 Individuen. Daher wird die Art als nicht gefährdet (LC) eingestuft.
Die europäische Brutpopulation macht weniger als die Hälfte der weltweiten Verbreitung aus. Sie ist mit mehr als 12.000.000 Paaren sehr groß. Während sie zwischen 1970 und 1990 stabil war, gab es zwischen 1990 und 2000 Rückgänge in manchen Ländern, insbesondere in der Türkei. Dennoch waren die Trends im überwiegenden Teil Europas stabil oder zunehmend. Da die Population im Ganzen stabil ist, wird der Stieglitz konsequenterweise als sicher (Secure) eingestuft.
Der Stieglitz ist gemäß § 7 Abs. 2 Nr. 13 b) bb) Bundesnaturschutzgesetz eine in Deutschland besonders geschützte Art. Er war Vogel des Jahres in der Schweiz 2003, weil der übermäßige Gebrauch von Pestiziden seine Nahrungsgrundlage zerstört. Auf Malta darf der Stieglitz nach dem EG-Übereinkommen über die Erhaltung der europäischen wild lebenden Pflanzen und Tiere und ihrer natürlichen Lebensräume vom 19. September 1979, dem Malta 1994 beigetreten ist, vom 1. September bis zum 31. Januar legal gefangen werden. Tatsächlich wird diese Erlaubnis jedoch lediglich auf die Zeit vom 1. Oktober bis 10. April nach maltesischem Recht angewendet. Die Stieglitze werden durch Vogeljagd und Fallenstellen („trapping“) lebend gefangen, um später in kleinen Käfigen privat gehalten oder auf dem Vogelmarkt in Valletta verkauft zu werden.

## Stieglitz und Mensch

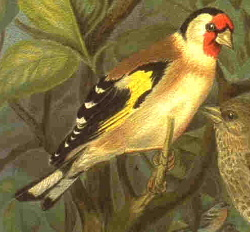
Stieglitz

### Etymologie und Benennung
Im Jahr 1758 bezeichnete Carl von Linné den Stieglitz als Fringilla carduelis. Die Einführung der Gattung Carduelis, woher das Synonym Carduelis carduelis stammt, geht zurück auf Mathurin-Jacques Brisson (1760). Carduelis ist dabei der lateinische Gemeinname des Vogels, abgeleitet von carduus „Distel“. Die Bezeichnung Distelfink (mittelhochdeutsch distelvinke, distelvinkelîn) bezieht sich wie der lateinische Name auf die Samen von Disteln, welche er als Nahrung bevorzugt; ebenso französisch chardonneret (von chardon „Distel“, auch für den Birkenzeisig) und der altgriechische Name ἀκανθίς (ἀκανθυλλίς, ἀκαλανθίς), von ἄκανθα „Dornengewächs“ (vgl. Akanthus „Bärenklau“).
Der Name Stieglitz (mittelhochdeutsch stig(e)liz, stig(e)litze) wurde aus dem Slawischen ins Deutsche entlehnt (vgl. alttschechisch stehlec, daneben polnisch szczygieł, russisch ščegól). Das slawische Wort stellt wohl ursprünglich eine lautmalerische Wiedergabe des Lockrufes des Vogels dar.
Der englische Name goldfinch erscheint bereits altenglisch, bei Ælfric Grammaticus (als goldfinc). Die deutsche Entsprechung Goldfink bezeichnete früher auch den Stieglitz, wird heute aber eher für den amerikanischen Goldzeisig verwendet, daneben auch für den Gimpel (Dompfaff), den Bergfinken und andere.
Nicht mehr gebräuchliche Namen sind deutsch Jupitersfink und Rotvogel, lateinisch Aurivittis bzw. Chrysometres (nach griechisch χρυσο-μίτρης „Goldgürtel“).

### Mythologie und Sage
Im Mittelalter wurde der Stieglitz als Talisman zum Schutz vor der Pest verwendet. Conrad Gessner (1554) erwähnte diesen Vogel in seinem Vogelbuch und setzte ihn bei Erkrankungen ein. So sollen gebratene Stieglitze ein geeignetes Heilmittel gegen Bauchgrimmen und Darmgicht sein. Da man dem Stieglitz die Fähigkeit zuschrieb, Krankheiten anzuziehen, wurde ein solcher Vogel zu ebendiesen Zweck in das Zimmer eines Schwindsüchtigen gehängt.
Der altgriechische Name des Stieglitz, Akalanthis (ἀκαλανθίς, neben ἀκανθίς), war ein Beiname der Artemis, und bezeichnet in der Mythologie auch eine der Pieriden, die Kinder des Pierus, Königs von Emathia, die sich in einen Wettgesang mit den Musen einließen. Für diese Keckheit wurden sie zur Strafe von den Musen nach Ovid in Elstern, nach Anderen aber in verschiedene Vögel verwandelt.
Andreas Johannes Jäckel zitiert eine „bekannte Fabel“ zur Erklärung des bairischen Beinamens Zusammscharricht für den Stieglitz:
„Als der Schöpfer sämtliche Vögel, die er geschaffen, mit Farben schön bemalt hatte, und nur noch der Stieglitz eines Schmuckes wartete, scharrte Gott die noch vorhandenen Farbreste auf der Palette zusammen und malte sein buntscheckiges Kleid.“

### Kunst, Musik und Literatur

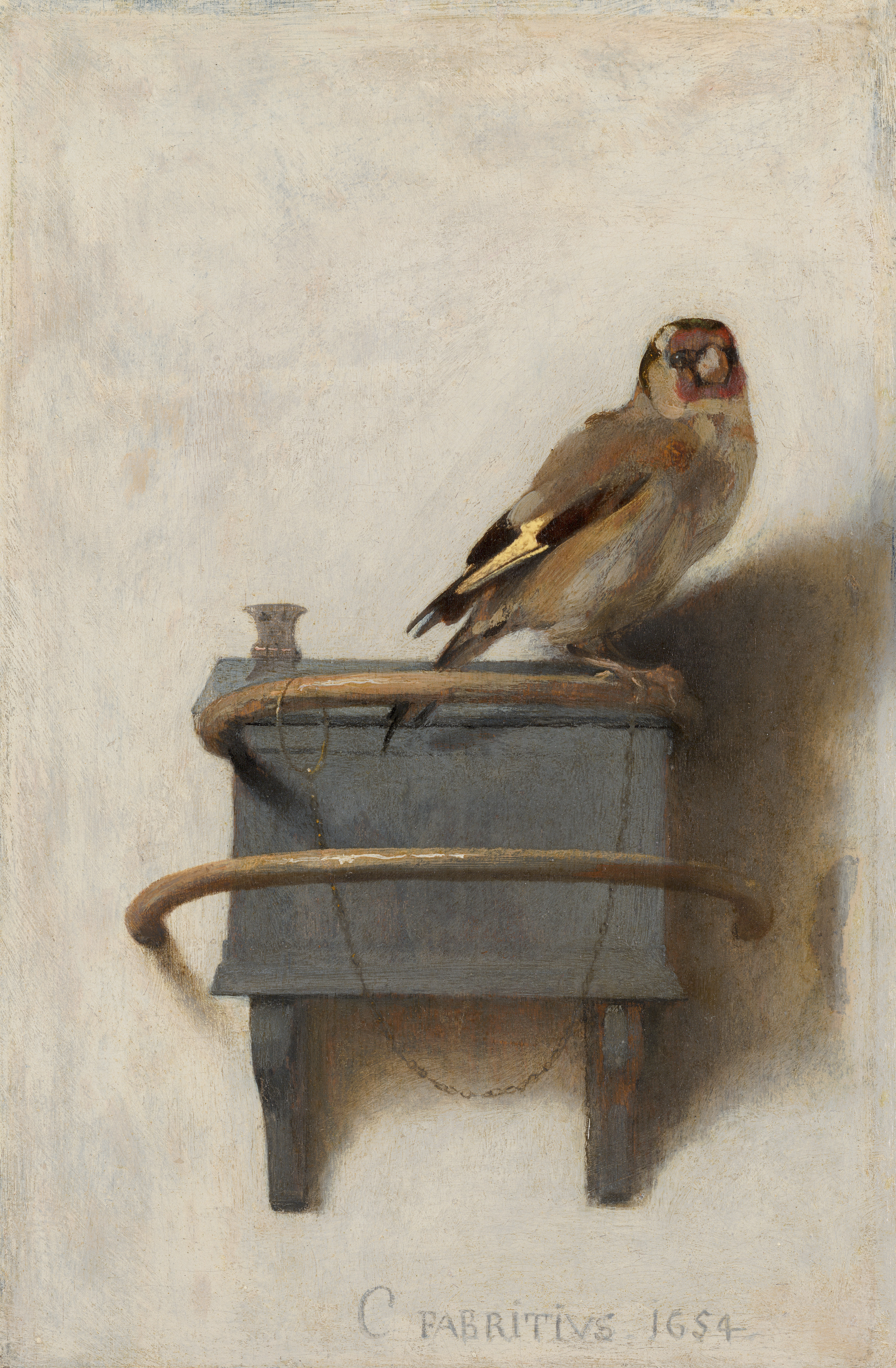
Gemälde von Carel Fabritius

Der Stieglitz ist ein Symbol für Ausdauer, Fruchtbarkeit und Beharrlichkeit. Wegen seiner Vorliebe für Disteln und der Färbung seines Kopfes stellt er in der christlichen Ikonographie auch ein Symbol für den Leidensweg Jesu Christi dar. Er ist Detail vieler Marienbildnisse, auf denen er den Vorausblick auf die Kreuzigung Christi darstellt.

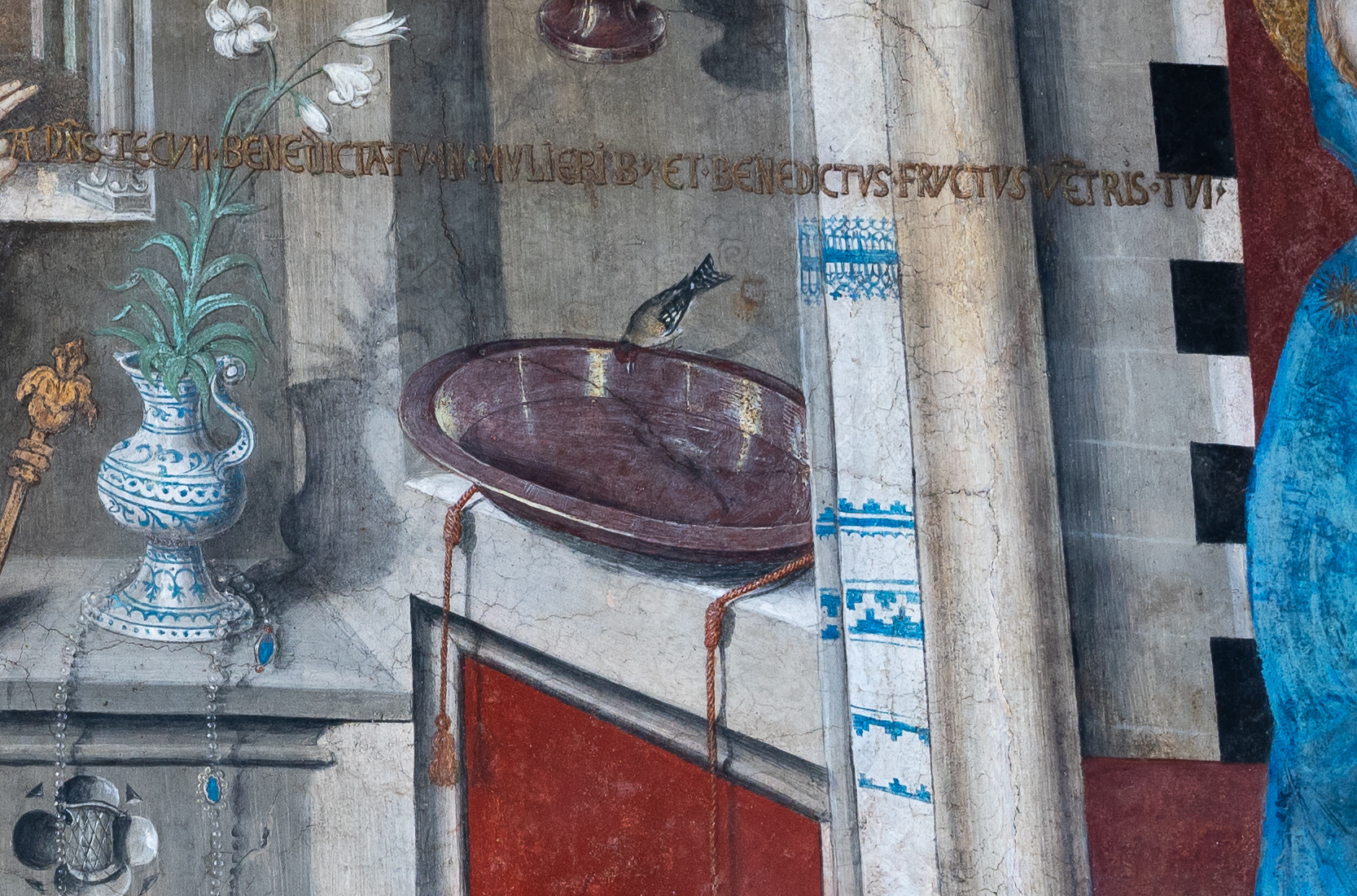
Distelfink (Stieglitz) in einem Marienbild: Die Verkündigung.von Joh Ammann im Dominikanerkloster von Santa Maria di Castello in Genua 1451.

Der Stieglitz taucht sehr häufig auf mittelalterlichen Malereien und in Gemälden der frühen Neuzeit auf. Man findet ihn aber auch auf Passionsbildern, er schmückt Kinderporträts und Wandgobelins. Häufig wurde ein Stieglitz in Bildern der Madonna mit dem Jesuskind oder der heiligen Familie dargestellt, häufig hält dabei das Jesuskind einen Stieglitz in der Hand. Beispiele gibt es u. a. von Ambrogio Lorenzetti, Cima da Conegliano, Raffael bis hin zu Tiepolo. In Baroccis sogenannter Madonna della gatta (National Gallery, London) hält der Johannesknabe einen Stieglitz in der Hand, sodass er sich weit außerhalb der Reichweite einer interessierten Katze befindet. Da der Stieglitz die Passion symbolisiert, wird er als „reiner“ Vogel betrachtet. Daher wird er manchmal zusammen mit der Fliege, die für Verderb und Fäulnis steht, dargestellt.
Das Gemälde Der Distelfink von Carel Fabritius ist Namensgeber und Gegenstand der Handlung des Romans Der Distelfink (The Goldfinch) der amerikanischen Autorin Donna Tartt.
In Die vier Jahreszeiten von Antonio Vivaldi wird der Gesang des Stieglitzes im zweiten Konzert (Op. 8 No. 2, RV 315) in den Takten 72 bis 77 von der Solovioline imitiert. Weiterhin komponierte Vivaldi das Concerto in D-Dur für Flöte „Il Gardellino“ (Op. 10 No. 3, RV 428), dessen Titel auf den italienischen Namen des Vogels Bezug nimmt.
Der Stieglitz wird häufig in der europäischen Überlieferung und Literatur erwähnt. In Geoffrey Chaucers „Canterbury Tales“ wird der Koch beschrieben als „as merry as a goldfinch in the woods“ („gaillard he was as a goldfynch in the shawe“). Der Lyriker John Keats schreibt über den Stieglitz:
Linger awhile upon some bending planks

That lean against a streamlet’s rushy banks,

And watch intently Nature’s gentle doings:

They will be found softer than ring–dove’s cooings.

Sometimes goldfinches one by one will drop

From low hung branches; little space they stop;

But sip, and twitter, and their feathers sleek;

Then off at once, as in a wanton freak:

Or perhaps, to show their black, and golden wings,

Pausing upon their yellow flutterings.

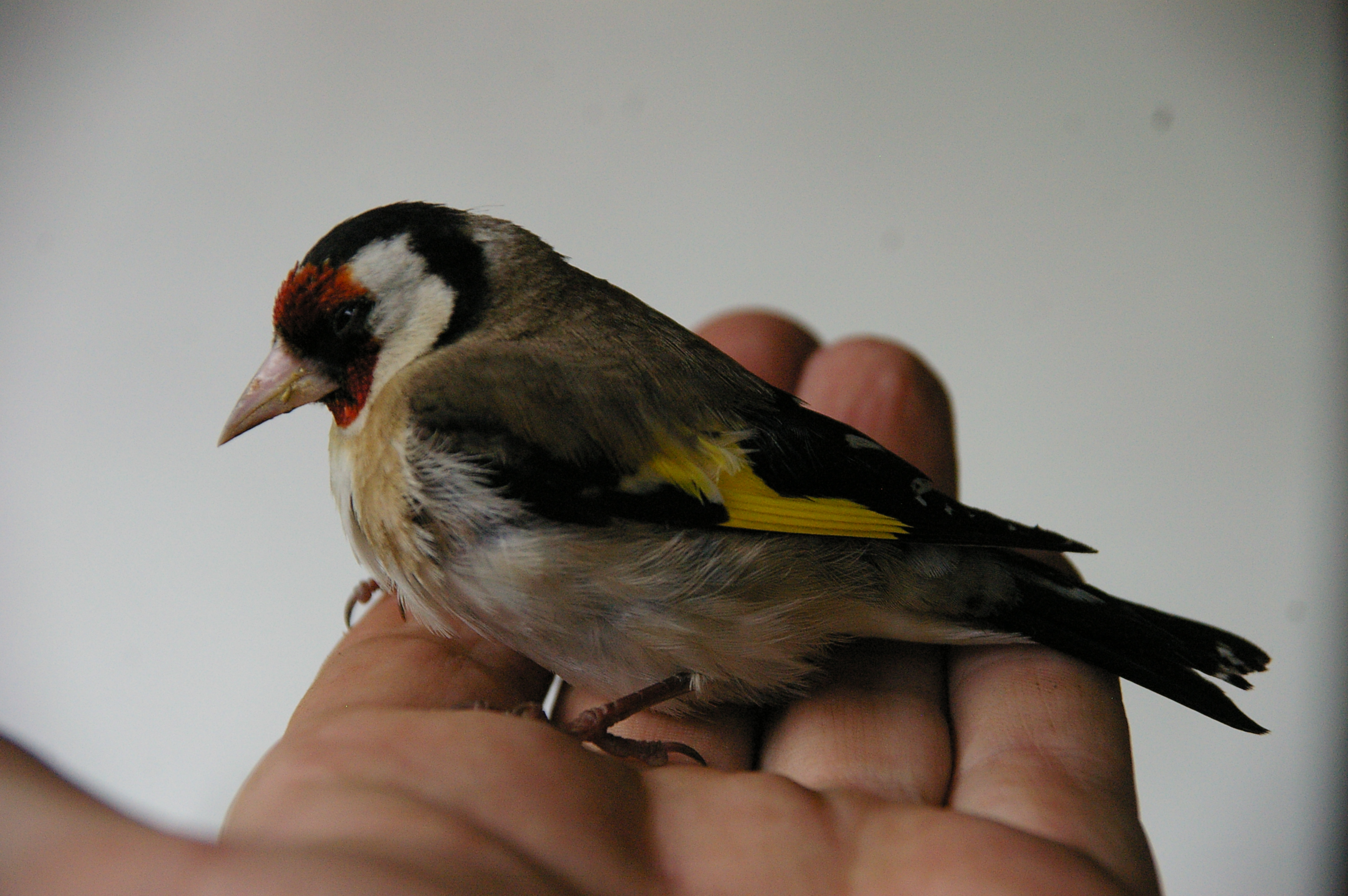
Handzahmer Stieglitz

– John Keats

### Haltung als Käfigvogel
Bis ins 20. Jahrhundert war der Stieglitz wegen seiner lebhaften Färbung ein beliebter Volierenvogel und wurde erst später durch exotische Vögel ersetzt. Außerdem wurden Verpaarungen mit Kanarienvögeln und anderen Stieglitzartigen (Carduelinae) vorgenommen. Man nahm an, dass Kreuzungen mit dem Bluthänfling besonders gute Sänger ergaben. Noch vor wenigen Jahrzehnten wurden Stieglitze gezielt zufällig untereinander verpaart, so dass unbekannte Unterarten entstanden. Heute werden die einzelnen Unterarten überwiegend rein gezüchtet.
Bis heute wird der Stieglitz als Käfigvogel gehalten. Allerdings ist vor Anschaffung dieser Tiere eine Weiterbildung, zum Beispiel durch geeignete Literatur, notwendig. Stieglitze können bei artgerechter Fütterung sowohl im Käfig (mit mindestens einem Meter Länge) als auch in der bepflanzten Voliere gehalten werden. Das Futter sollte abwechslungsreich sein und sich vor allem aus halbreifen und reifen Sämereien von Wildkräutern zusammensetzen. Die Vergesellschaftung mit Girlitz, Grünfink, Bluthänfling sowie Birken- und Erlenzeisig ist möglich. Jedoch sollte die Zusammenbringung mit dem Gimpel unbedingt vermieden werden.
In Deutschland sind Entnahmen aus der Natur seit 1. Juli 1888 als Ei oder durch das Ausheben von Jungvögeln aus Nestern verboten und Wildfänge sowie der Handel mit so erlangten Tieren weitgehend untersagt. In Umsetzung der EU-Vogelschutzrichtlinie von 1979, die dies für das gesamte europäische Gebiet der EU zum Ziel hatte, gelten – wie für alle Exemplare wildlebender heimischer Vogelarten – weitreichende Zugriffs- und (unter bestimmten Ausnahmen) Vermarktungs- und Besitzverbote.